# Ofelia Pianetto
Ofelia Pianetto, también apodada la Nena (1937 - Córdoba, 2 de abril de 2021), fue una historiadora especializada en historia social de los trabajadores en la Argentina, especialmente en Córdoba durante los siglos xix y xix. También fue una destacada docente de la Universidad Nacional de Córdoba entre los años 1963 y 1996, hasta su jubilación.

## Biografía
Ofelia Pianetto nació en el año 1930. En la década de 1950 realizó estudios en Historia en la Escuela de Historia de la Universidad Nacional de Córdoba, recibiéndose en el año 1966. Comenzó a realizar investigaciones en el Instituto de Estudios Americanistas dirigido en ese entonces por Ceferino Garzón Maceda. En la Universidad comenzó a dar clases como ayudante alumna en 1963. Durante esta década se relacionó activamente con gran cantidad de profesores e intelectuales de la época, no solo de historia, sino también de arqueología, antropología y otras disciplinas sociales. Entre ellos, se destacan Oscar del Barco, Guillermo Beato, Ceferino Garzón Maceda, Hilda Iparraguirre, Aníbal Arcondo, Carlos Sempat Assadourian, Alberto Rex González, Osvaldo Heredia, Víctor Augusto Núñez Regueiro, Beatriz Alasia, Luis M. Gatti, Moluche Baigorria, José Pérez Gollán.
Luego del golpe de Estado de Juan Carlos Onganía en 1966 se fue del país, radicándose unos años en Francia hasta 1970. Allí continuó estudiante en la École Pratique des Hautes Études, donde tomó clases con profesores como Pierre Vilar, Ruggero Romano y Ernest Labrousse. Esta etapa le permitió nutrirse con la versión francesa del marxismo histórico.
En 1970 regresó al país se integró como becaria al CONICET; al mismo tiempo recuperó los cargos docentes que tenía previamente.  Luego del golpe de Estado de 1976, a diferencia de muchos compañeros que decidieron exiliarse en el interior o el exterior del país, ella y su esposo decidieron quedarse en la ciudad de Córdoba. Al poco tiempo fueron detenidos durante varios días, siendo liberados posteriormente. Luego de esta experiencia, comenzó a realizar reuniones clandestinas con otros colegas historiadores.
Mientras, continuó con sus investigaciones, con las cuales logró obtener prestigiosas becas, como CLACSO y del Social Science Research Council de Estados Unidos. Con el regreso a la democracia en 1983, continuó con los estudios y formando investigadores por medio de becas. 
En 1985 volvió a la universidad como parte de un grupo investigadores nombrados para conformar comisiones evaluadoras para indagar en las actuaciones de los institutos de investigación de la universidad durante la dictadura. Como resultado de estas evaluaciones, se decidió disolver los institutos y crear un solo centro de investigaciones y designar una Comisión Normalizadora. Ofelia Pianetto fue designada como Coordinado del Área de Historia en 1990, cargo que ocupó hasta su jubilación en 1996.
En paralelo, en el año 1986 ganó un cargo docente en la Escuela de Ciencias de la Información; e ingresó como becaria formada en CONICOR y luego como Investigadora Contratada de CONICET, entre los años 1987-1991.
Se jubiló en 1996, en parte debido a que sufría de EPOC, lo que le dificultaba poder dar clases. Falleció el 2 de abril de 2021 en la ciudad de Córdoba.